# 金融資訊交換協定
金融資訊交換協定（英語：Financial Information eXchange；簡稱FIX、FX），為1992年間所定義買賣交易時資訊交換協議。

## 概要
初名富達資訊交換協定（Fidelity Information eXchange），為富達投資銀行（Fidelity Investments）與所羅門兄弟投資銀行（Salomon Brothers）所定義使用於各類買賣交易時，買賣雙方共同認定的格式化電子交易訊息。後於1993年起修訂規範並更名現名。主要使用族群包含共同基金（Mutual Fund，為投資信託的一項金融商品）、証券經紀商（Brokerage firm）、証券交易所（Stock Exchanges）與電子交易網絡平臺（Electronic Communication Network ；ECNs）等。

## 協定規格

金融資訊交換協定系統生命週期。

協定以TCP/IP為基礎，於此之上建構起 Session 層與 Application 層的協定規範。
文字字串以純文字型式表現，每段段落文字以ASCII 01控制字元（SOH，全稱Start of Header，圖形符號␁）進行分段，文字字串本體以為header、body與trailer三大段落所組成，段落內每項交易抬頭皆以「數字代號」表示，交易抬頭右方則為交易內容，每項交易個別以ASCII 124 豎線進行分隔，同時每條交易時並「不」要求照數字代號排序。

## 交易範例
- 登入交易系統

擲出/擲回條列訊息
8=FIX.4.2 | 9=178 | 35=8 | 49=PHLX | 56=PERS | 52=20101124-20:27:25.000 | 11=ATOMNOCCC9990900 | 20=3 | 150=E | 39=E | 55=MSFT | 167=CS | 54=1 | 38=15 | 40=2 | 44=15 | 58=PHLX EQUITY TESTING | 59=0 | 47=C | 32=0 | 31=0 | 151=15 | 14=0 | 6=0 | 10=128 |
完整交易訊息
+-HEADER
|    8 BeginString      = FIX.4.4
|   35 MsgType          = Logon (A)
|   34 MsgSeqNum        = 1
|   49 SenderCompID     = testusr4109
|   52 SendingTime      = 20101124-20:27:25.000
|   56 TargetCompID     = WIKIPEDIA
+-BODY
|   98 EncryptMethod    = NONE_OTHER (0)
|  108 HeartBtInt       = 300
|  141 ResetSeqNumFlag  = Y
|  554 Password         = Password
+-TRAILER
|   10 CheckSum         = 133
+========

## 版本歷程
| 日期    | 版本           |
| ------- | -------------- |
| 4.0     | 1996年1月13日  |
| 4.1     | 1998年4月1日   |
| 4.2     | 2000年3月1日   |
| 4.3     | 2001年8月24日  |
| 4.4     | 2003年4月30日  |
| 5.0     | 2006年12月30日 |
| 5.0 SP1 | 2008年3月17日  |
| 5.0 SP2 | 2011年8月18日  |

## 衍生閱讀
- 【臺灣証券交易所】FIX4.4電文規範作業手冊；2013年8月

## 外部連結
- 金融資訊交換協定組織（FIX Protocol Organization）
- 金融資訊交換協定規格書 FIX 4.0 （页面存档备份，存于） FIX 4.1 （页面存档备份，存于） FIX 4.2 （页面存档备份，存于） FIX 4.3 （页面存档备份，存于） FIX 4.4 （页面存档备份，存于） FIX 5.0 （页面存档备份，存于） FIX 5.0 SP1 （页面存档备份，存于） FIX 5.0 SP2 （页面存档备份，存于） FIXT （页面存档备份，存于）

## 外部鏈接
- 關於Onixs的完整FIX協議詞典 （页面存档备份，存于） - 快速和易於使用的FIX協議的當代字典 (版本 4.0 （页面存档备份，存于）, 4.1 （页面存档备份，存于）, 4.2 （页面存档备份，存于）, 4.3 （页面存档备份，存于）, 4.4 （页面存档备份，存于）, 5.0 （页面存档备份，存于）, 5.0.SP1 （页面存档备份，存于）, 5.0.SP2 （页面存档备份，存于）, FIXT1.1 （页面存档备份，存于）).